# Neunkirchen (Bad Mergentheim)
Neunkirchen (ⓘ) ist ein Stadtteil von Bad Mergentheim im Main-Tauber-Kreis im Nordosten Baden-Württembergs.

## Geographie
Die Gemarkung des Ortes umfasst etwa 2,557 km².

## Geschichte

### Mittelalter
Im Jahre 1224 wurde der Ort erstmals urkundlich als Nunchirchen erwähnt. Von 1256 bis 1460 bestand mit der Schwesternsammlung Neunkirchen ein Kloster im Ort.

### Neuzeit
1806 kam Neunkirchen zum Königreich Württemberg und wurde dem 1809 gebildeten Oberamt Mergentheim unterstellt. Seit 1938 gehörte der Ort zum Landkreis Mergentheim.
Am 1. Januar 1972 wurde Neunkirchen gemeinsam mit Althausen, Apfelbach, Löffelstelzen und Markelsheim nach Bad Mergentheim eingemeindet. Als am 1. Januar 1973 im Rahmen der baden-württembergischen Kreisreform der Landkreis Mergentheim aufgelöst wurde, gehörte Neunkirchen in der Folge zum neu gebildeten Tauberkreis, der am 1. Januar 1974 seinen heutigen Namen Main-Tauber-Kreis erhielt.